# Normativité
Au niveau sémantique, le mot de normativité désigne le caractère normatif d'un discours, d'un comportement ou d'une institution — c'est-à-dire le fait que ce discours, ce comportement ou cette institution sont conformes à des normes ou rendent d'autres choses ou d'autres personnes conformes à ces normes.
Au niveau conceptuel, la notion de normativité renvoie au pouvoir d'imposer des normes que l'on suppose à l'autorité qui produit et diffuse (consciemment ou non) des normes.

## Domaines
La notion de normativité s'applique traditionnellement à plusieurs domaines différents sans qu'il y ait de théorie unique pour unifier ces usages :
- dans le domaine du droit, la normativité de la coutume est étudiée pour comprendre comment l'accumulation de certaines décisions "au cas par cas" peuvent faire jurisprudence et finalement créer un nouveau droit.
- dans le domaine de la morale, la normativité des éthiques normatives est étudiée pour comprendre comment certains jugements de valeurs peuvent (ou non) prétendre à une validité universelle (transhistorique et transculturelle).
- dans le domaine de la sociologie, la normativité de la norme sociale est étudiée pour comprendre comment certaines pratiques collectives imposent aux individus des référentiels de comportement et d'interprétation standardisés. On parle par exemple d'hétéronormativité pour désigner la tendance d'une certaine société à imposer le modèle de l'hétérosexualité comme une soi-disant évidence, à travers des institutions et des habitudes exclusivement adaptés aux couples hétérosexuels.
- dans le domaine de l'épistémologie, la normativité de certains énoncés ou de certains comportements est étudiée afin de savoir si l'on peut décrire correctement ces phénomènes de façon purement objective, sans mobiliser de jugements de valeurs comme eux le font.

## Normativité biologique selon Canguilhem
Dans sa thèse d'exercice de 1943 intitulée Le Normal et le pathologique, le philosophe-médecin Georges Canguilhem (1904-1995) défend l'idée qu'il existe une normativité biologique, c'est-à-dire un pouvoir (dans l'organisme vivant) de définir ses propres normes de fonctionnement pour définir lui-même ce qui est normal et ce qui est pathologique pour lui. Ainsi il écrit :

« L’article du Vocabulaire philosophique semble supposer que la valeur ne peut être attribuée à un fait biologique que par « celui qui parle », c’est-à-dire évidemment un homme. Nous pensons au contraire que le fait pour un vivant de réagir par une maladie à une lésion, à une infestation, à une anarchie fonctionnelle traduit le fait fondamental que la vie n’est pas indifférente aux conditions dans lesquelles elle est possible, que la vie est polarité et par là même position inconsciente de valeur, bref que la vie est en fait une activité normative. Par normatif, on entend en philosophie tout jugement qui apprécie ou qualifie un fait relativement à une norme, mais ce mode de jugement est au fond subordonné à celui qui institue des normes. Au sens plein du mot, normatif est ce qui institue des normes. Et c’est en ce sens que nous proposons de parler d’une normativité biologique. Nous pensons être aussi vigilant que quiconque concernant le penchant à tomber dans l’anthropomorphisme. Nous ne prêtons pas aux normes vitales un contenu humain, mais nous nous demandons comment la normativité essentielle à la conscience humaine s’expliquerait si elle n’était pas de quelque façon en germe dans la vie. »

Après avoir écrit (un peu plus loin) : « C'est la vie elle-même et non le jugement médical qui fait du normal biologique un concept de valeur et non un concept de réalité statistique », Canguilhem affirme dans la conclusion de son essai : 

« C’est par référence à la polarité dynamique de la vie qu’on peut qualifier de normaux des types ou des fonctions. S’il existe des normes biologiques c’est parce que la vie, étant non pas seulement soumission au milieu mais institution de son milieu propre, pose par là même des valeurs non seulement dans le milieu mais aussi dans l’organisme même. C’est ce que nous appelons la normativité biologique. »

C'est sur ce principe que l'auteur fonde la revendication principale du Normal et le pathologique : la médecine ne peut pas décider ce qui est normal et ce qui est pathologique sans prendre en compte le point de vue du patient concerné, en cherchant à comprendre ce qui est normal et ce qui est anormal pour lui.